# Lake Lewis

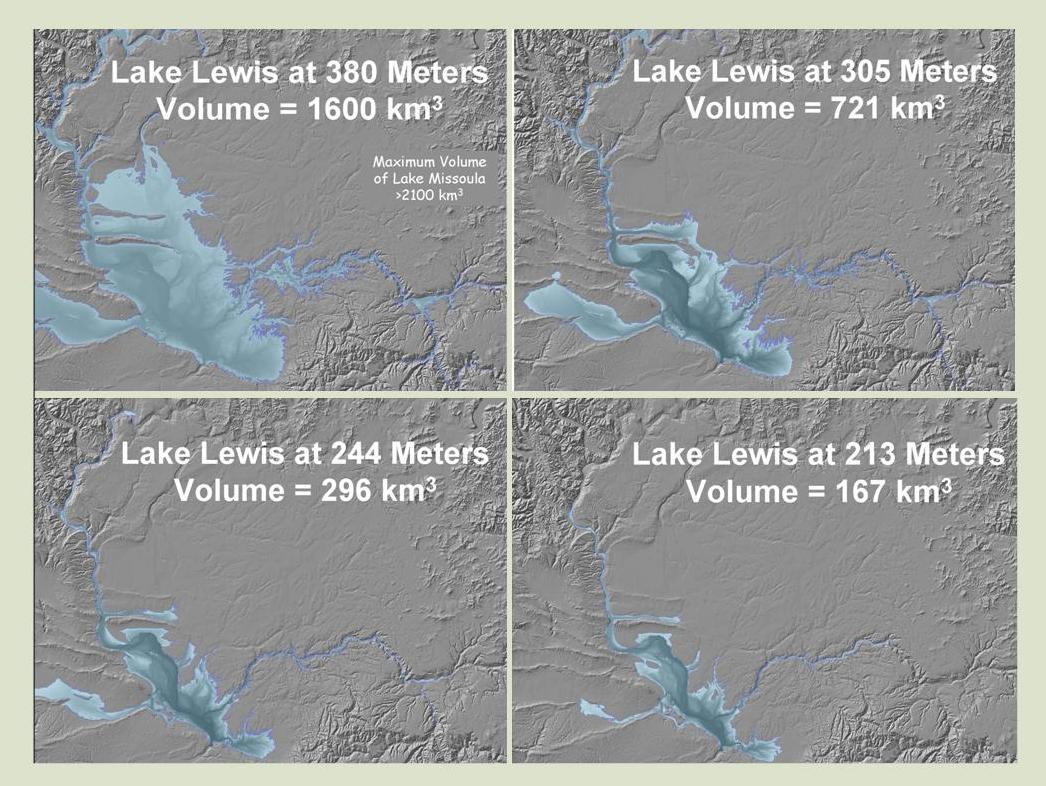
Lake Lewis si formò quando il flusso limitato di acque dalle periodiche inondazioni cataclismiche dal lago glaciale Missoula era ostacolato dal restringimeto corrispondente al Wallula Gap nelle Horse Heaven Hills.

Lake Lewis era un lago temporaneo nella regione del Nord-Ovest Pacifico dell'America del Nord, in gran parte formato dalle inondazioni di Missoula intorno al XIV millennio a.C.

## Geografia
Lake Lewis si formò quando il flusso limitato delle acque da inondazioni periodiche cataclismatiche dal lago glaciale Missoula, dal lago pluviale Bonneville e forse da cedimenti subglaciali, produsse un intasamento attraverso il restringimento corrispondente al Wallula Gap nelle Horse Heaven Hills (nella parte meridionale dello Stato di Washington). Le acque, inoltre, produssero un intasamento più a valle sul fiume Columbia tra lo Stato di Washington e l'Oregon, ritardando il deflusso da Lake Lewis.
L'acqua rimase per un periodo di settimane prima che le acque di inondazione defluissero attraverso Wallula Gap, appena a sud-est dell'area delle Tri-Cities. Lake Lewis raggiunse un'elevazione di circa 1200 piedi (370 m) sul livello del mare (il livello del mare attuale) prima di ridursi. Lake Lewis inondò anche le valli dei fiumi Yakima, Walla Walla, Touchet e Tucannon.